# Trigonella lipskyi
Trigonella lipskyi är en ärtväxtart som beskrevs av Sirj.. Trigonella lipskyi ingår i släktet trigonellor, och familjen ärtväxter. Inga underarter finns listade i Catalogue of Life.